# HMS Magne (30)
HMS Magne (30) var en jagare i svenska flottan som byggdes på Götaverken och sjösattes den 25 april 1942 som andra fartyg i Modeklassen. Fartyget byggdes om i mitten av 1950-talet och omklassades till fregatt 1953 då hon fick fartygsnummer 74. Magne skrotades i Ystad 1973. Namnet kommer från Magne, asaguden Tors son i nordisk mytologi.

## Utformning och bestyckning
Magne var 78 meter lång, 8,1 meter bred och hade ett djupgående av 2,3 meter. Standarddeplacementet var 635 ton och det maximala deplacementet var 785 ton.Maskineriet utgjordes av två oljeeldade ångpannor av märket Penhoët A, vilka levererade ånga till två ångturbiner vilka drev var sin propeller. Maskineriet utvecklade 16 000 hästkrafter vilket gav fartyget en maxfart av 30 knop (55km/h). Huvudbestyckningen utgjordes av tre 10,5 cm kanoner m/42. Dessa var placerade i var sitt torn, ett på backdäck, ett på akterdäck och ett på den aktra överbyggnaden. Luftvärnet utgjordes av två 40 mm luftvärnsautomatkanon m/36 och två 20 mm luftvärnsautomatkanon m/40. Tre torpedtuber för 53 cm torpeder satt i ett trippelställ för om den aktra överbyggnaden och vidare fanns två sjunkbombskastare och två sjunkbombsfällare. 42 minor kunde dessutom medföras för minfällning.

## Historia
Magne byggdes på Götaverken i Göteborg, sjösattes den 25 april 1942 och levererades till marinen redan den 26 november samma år. Efter leveransen sattes Magne in i kustflottan, där hon tjänstgjorde under återstoden av andra världskriget.
År 1953 omklassades Magne till fregatt och byggdes om i mitten av 1950-talet. En av 10,5 cm kanonerna samt torpedtubsstället togs då bort och 40 mm kanonerna m/36 ersattes av m/48 med samma kaliber. Dessutom monterades en antiubåtsgranatpjäs m/51.

### Utrangering
Magne utrangerades den 1 januari 1966 och användes därefter som utbildningsfartyg vid maskinskolan vid Berga örlogsskolor. År 1973 skrotades fartyget i Ystad.